# Kōichirō Uno
Pour les articles homonymes, voir Uno (homonymie).
Kōichirō Uno (宇能鴻一郎, Uno Kōichirō), né le 25 juillet 1934 à Sapporo et mort le 28 août 2024 à Yokohama, est un écrivain japonais de romans érotiques. Ses œuvres ont souvent été filmées, notamment par le studio Nikkatsu dans une prolifique série de « Roman Porno »  donnant le nom de l'auteur dans le titre

## Biographie
Né en 1934, Kōichirō Uno fait son apparition comme auteur dans les années 1960. Il est connu pour son approche humoristique de l'érotisme, et en prenant souvent le point de vue de la femme dans ses histoires. Sigh (1973), du réalisateur Chūsei Sone, est la première version filmée de la Nikkatsu d'une histoire d'Uno.
Comme beaucoup de ses romans, trembling est une comédie romantique, écrite à la première personne et narrée par un personnage principal féminin de forte personnalité. Cet ouvrage meilleure vente a été le premier qu'a utilisé le Nikkatsu comme base pour une de ses séries « Roman Porno » de films pornographiques softcore grand public. Le succès de ce film de 1975 amène le studio à engager Uno afin de produire la série Kōichirō Uno. Au cours de la décennie suivante, au moins 23 films sont réalisés dans la série.
Kōichirō Uno's Dancer of Izu (1984), avec l'actrice Kate Asabuki (en) en vedette, est généralement considéré comme le meilleur de la série. Uno en a écrit le scénario directement à l'écran comme une parodie de fameuse histoire The Dancing Girl of Izu (en) de Yasunari Kawabata. Dans la version d'Uno, une danseuse classique titulaire de Kawabata est strip-teaseuse à la place.
Kōichirō Uno's Wet and Swinging (en) (également en 1984) est un autre film d'Uno salué par la critique. Le réalisateur Shusuke Kaneko reçoit pour ce film le prix du meilleur nouveau réalisateur du festival du film de Yokohama.
Kōichirō Uno meurt le 28 août 2024 à Yokohama à l'âge de 90 ans.

## Filmographie
- Sigh (ためいき, Tameiki?) (1973)
- Trembling (わななき, Wananaki?) (1975)
- Kōichirō Uno's Up & Wet (宇能鴻一郎の濡れて立つ, Uno Kōichirō no Nurete Tatsu?) (1976)
- Kōichirō Uno's Yummy and Meaty (宇能鴻一郎のむちむちぷりん, Uno Kōichirō no Muchimuchi Purin?) (1977)
- Kōichirō Uno's Up and Down (宇能鴻一郎の上と下, Uno Kōichirō no Ue To Shita?) (1977)
- 宇能鴻一郎のあげちゃいたいの (1978)
- 宇能鴻一郎の看護婦寮 (1978)
- Kōichirō Uno's Wet and Open (宇能鴻一郎の濡れて開く, Uno Kōichirō no Nurete Hiraku?) (1979)
- Kōichirō Uno's Nurses' Journal (宇能鴻一郎の看護婦寮日記, Uno Kōichirō no Kangofu-ryo Nikki?) (1979)
- Kōichirō Uno's Female Gymnastic Teacher (宇能鴻一郎の女体育教師, Uno Kōichirō no Onna Taiiku Kyoshi?) (1979)
- Kōichirō Uno's Moist and Steamy (宇能鴻一郎のあつく湿って, Uno Kōichirō no Atsuku Shimette?) (1979)
- Kōichirō Uno's Wet and Purring (宇能鴻一郎の濡れて悶える, Uno Kōichirō no Nurete Modaeru?) (1980)
- Kōichirō Uno's Hotel Maid Diary (宇能鴻一郎のホテルメイド日記, Uno Kōichirō no Hotel Maid Nikki?) (1980)
- Kōichirō Uno's Shell Competition (宇能鴻一郎の貝くらべ, Uno Kōichirō no Kaikurabe?) (1980)
- Kōichirō Uno's Adultery Diary (宇能鴻一郎の浮気日記, Uno Kōichirō no Uwaki Nikki?) (1980)
- 宇能鴻一郎の修道院付属女子寮 (1981)
- 宇能鴻一郎の開いて写して (1981)
- Kōichirō Uno's Wet and Riding (宇能鴻一郎の濡れて騎る, Uno Kōichirō no Nurete Noru?) (1981)
- Kōichirō Uno's Teasing A Wife (宇能鴻一郎の人妻いじめ, Uno Kōichirō no Hitozuma Ijime?) (1982)
- Kōichirō Uno's Female Doctor Is Also Wet (宇能鴻一郎の女医も濡れるの, Uno Kōichirō no Joi Mo Nureruno?) (1982)
- Kōichirō Uno's Dirty Sisters' Barber Shoppe (宇能鴻一郎の姉妹理容師, Uno Kōichirō no Shimai Riyoshitsu?) (1983)
- Kōichirō Uno's Wet and Leering (宇能鴻一郎の濡れて学ぶ, Uno Kōichirō no Nurete Manabu?) (1983)
- Kōichirō Uno's Wet and Swinging (宇能鴻一郎の濡れて打つ, Uno Kōichirō no Nurete Utsu?) (1984)
- Kōichirō Uno's Dancer of Izu (宇能鴻一郎の伊豆の踊子, Uno Kōichirō no Izu No Odoriko?) (1984)
- Kōichirō Uno's Caressing the Peach (宇能鴻一郎の桃さぐり, Uno Kōichirō no Momosaguri?) (1985)[7]

## Sources
- « KOICHIRO UNO », at The Complete Index to World Film (consulté le 1er octobre 2007)
- « Koichiro Uno » (présentation), sur l'Internet Movie Database
- (ja) « 宇能鴻一郎 (Uno Kōichirō) », Japanese Movie Database (consulté le 1er octobre 2007)
- (en) Thomas Weisser et Yuko Mihara Weisser, Japanese Cinema Encyclopedia : The Sex Films, Miami, Vital Books : Asian Cult Cinema Publications, 1998, 637 p. (ISBN 1-889288-52-7)

## Source de la traduction
- (en) Cet article est partiellement ou en totalité issu de l’article de Wikipédia en anglais intitulé « Kōichirō Uno » (voir la liste des auteurs).